# احتجاجات ملعب أولد ترافورد 2021
كانت احتجاجات ملعب أولد ترافورد عبارة عن سلسلة من الاحتجاجات ضد ملكية غليزر لمانشستر يونايتد بعد إعلان النادي انضمامه إلى مشروع دوري السوبر الأوروبي الذي انهار لاحقًا. في 2 مايو 2021، نظم المشجعون احتجاجات خارج ملعب أولد ترافورد وفندق لوري قبل مباراة في الدوري الإنجليزي الممتاز ضد نادي ليفربول.
تمكن بعض المشجعون من اقتحام الملعب مما أدى إلى تأخير مبدئي لبدء المباراة، قبل اتخاذ القرار النهائي بتأجيل المباراة لوقت لاحق. كانت هذه هي المرة الأولى التي يتم فيها إلغاء مباراة في الدوري الإنجليزي الممتاز بسبب الاحتجاج.

## خلفية
في أبريل 2021، لعب جويل غلازر دورًا بارزًا في الخطط المثيرة للجدل لانضمام مانشستر يونايتد إلى مشروع دوري السوبر الأوروبي. تم الإعلان عن الخطط في 18 أبريل 2021 ولم تكن تحظى بشعبية لدى الأنصار. على الرغم من انسحاب مانشستر يونايتد من المنافسة بعد ثلاثة أيام ورد الفعل العنيف من المشجعين واللاعبين والمديرين والنقاد استمرت الاحتجاجات.
في 22 أبريل 2021، دخلت مجموعة من حوالي 20 مشجعًا إلى ملعب تدريب مانشستر يونايتد لتنظيم احتجاج ضد ملكية غليزر. بعد ذلك بيومين، قام أكثر من 2000 مشجع بالاحتجاج خارج ملعب أولد ترافورد ودافعوا عن قاعدة 50+1 التي شوهدت في كرة القدم الألمانية. اعتذر جويل غلازر لاحقًا لمشجعي الفريق، لكنهم ظلوا غاضبين، وقالوا للمدير التنفيذي إنهم «مشمئزون ومحرجون وغاضبون» من أفعاله.

## الأحداث
في 2 مايو 2021، كان من المقرر أن يلعب مانشستر يونايتد مع منافسه نادي ليفربول في مباراة بالدوري الإنجليزي الممتاز، على ملعب أولد ترافورد خلال موسم 2020–21. تم إلغاء المباراة بسبب غزو الملعب وما تلاه من شغب من قبل المتظاهرين.
تم تأجيل المباراة إلى الساعة 17:35 (توقيت صيفي بريطاني) بعد تأخير أولي في وقت انطلاق المباراة من الساعة 16:30 (توقيت صيفي بريطاني) المقرر أصلاً.

### الحوادث
أصيب ستة من ضباط الشرطة في الاحتجاجات، وأصيب أحدهم بكسر في محجر العين. تم القبض على رجل له صلة بالاعتداء على أحد الضباط. زعمت أسرة أحد المتظاهرين أن ضباط الشرطة أصابوه بكسر في فكه وضلوعه أثناء اعتقاله للاشتباه في سرقته من سيارة ومخالفة للنظام العام. في 4 مايو 2021، اتُهم شخص يبلغ من العمر 28 عامًا بإلقاء الألعاب النارية في أحد الشوارع واستخدام سلوك تهديد وعرقلة الطريق السريع عن عمد بالقرب من فندق لوري.

## ردود فعل
أعرب لاعبو نادي ليفربول ومانشستر يونايتد ونقاد سكاي سبورتس جيمي كاراغر، غاري نيفيل وروي كين عن دعمهم لقضية المحتجين وانتقدوا تصرفات عائلة غليزر فيما يتعلق بعملهم العام للنادي منذ استيلائهم على السلطة، ومشاركتهم الأخيرة في مشروع دوري السوبر الأوروبي. في مقال لهيئة الإذاعة البريطانية (بي بي سي) حول الاحتجاج من قبل سايمون ستون، وصف الاحتجاج بأنه اتخذ 16 عامًا في طور التكوين.
كما أعرب رئيس بلدية مانشستر الكبرى أندي بيرنهام، ورئيس الوزراء البريطاني بوريس جونسون عن دعمهما لقضية المحتجين. وأشار بيرنهام إلى أنه «من الضروري أن يستمع القائمون على النادي واللعبة»، لكنه أدان الأعمال العنيفة لأقلية صغيرة من المحتجين بينما تعاطف رئيس الوزراء مع المتظاهرين لكنه قال أيضًا «السلوك التخريبي والمظاهرات من هذا النوع ليست فكرة جيدة».
ندد رئيس الاتحاد الوطني للشرطة جون أبتر، بالعنف قائلاً «مرة أخرى رأينا ما يسمى بالاحتجاج السلمي يتحول إلى العنف مع ذلك الذي استهدف زملائي، أصيب الضباط وتطلبوا العلاج في المستشفى، هذا غير مقبول على الإطلاق». قال مساعد رئيس شرطة مانشستر الكبرى روس جاكسون، إنه من الواضح أن قلة من الناس حضروا ليس للاحتجاج، ولكن للتسبب في المتاعب. ووصف هؤلاء القلائل بأنهم «طائشون وخطيرون».
واجهت شبكة إي إس بي إن انتقادات عندما تم فصل جون شامبيون من قبل الشبكة لأنه انتقد ملكية عائلة غليزر للنادي واستخدام نموذج امتياز أمريكا الشمالية في أوروبا. وأشارت إي إس بي إن إلى الصعوبات الفنية كسبب للفصل. خلال مقابلة مع سكاي سبورتس في 4 مايو، رفض أفرام غلازر الاعتذار للجماهير أو التعليق على الاحتجاجات.

## حصيلة
في 3 مايو 2021، بعد يوم من الاحتجاج، وبعد احتجاجات أخرى في جميع أنحاء البلاد، أعلنت رابطة الدوري الإنجليزي الممتاز عن خطط لإحضار ميثاق ملاك جدد يمنع مالكي أندية كرة القدم من تشكيل اتحادات انفصالية مستقبلية، فضلاً عن فرض المزيد من القيود وتشديد العقوبات على عدم الامتثال.
في 8 مايو 2021، انسحبت شركة ذا هات البريطانية للبيع بالتجزئة والتكنولوجية من صفقة رعاية بقيمة 200 مليون جنيه إسترليني مع النادي بسبب الاحتجاجات. تم إعادة ترتيب المباراة المؤجلة إلى 13 مايو 2021، والتي شهدت فوز ليفربول 4–2. قبل المباراة، حدث احتجاج ثالث ضد عائلة غليزر خارج الملعب، لكن الوجود المكثف للشرطة والأمن حال دون تعطيل المباراة.